# AfriNIC
AfriNIC (da African Network Information Centre) è il Regional Internet Registry (RIR) per l'Africa, ovvero l'ente preposto all'assegnazione degli indirizzi IP per l'Africa. Come gli altri RIR, opera su mandato dell'autorità internazionale del settore, la Internet Assigned Numbers Authority (IANA). Ha la propria sede centrale a Ebene City (Mauritius).
L'AfriNIC è stata riconosciuta in via provvisoria dall'IANA l'11 ottobre 2004, e in via definitiva nell'aprile dell'anno successivo. In precedenza, gli indirizzi IP per l'Africa erano assegnati da APNIC, ARIN e RIPE NCC.
AfriNIC dispone dei blocchi di indirizzi IPv4 41.0.0.0/8 e 196.0.0.0/8 e dei blocchi IPv6 2c00::/12 e 2001:4200::/23. I suoi ASN sono 5.0 - 5.1023, AS32768 - AS33791 e AS36864 - AS37887.
La quantità di indirizzi IP assegnati dall'AfriNIC è uno dei dati attraverso cui si può comporre una stima della penetrazione di Internet in Africa. Al maggio del 2008 AfriNIC risulta avere assegnato 16 milioni di indirizzi IP, di cui 5 milioni nel 2007. Si stima che nei prossimi tre anni il numero totale di indirizzi IP assegnati possa superare i 30 milioni. Per anticipare l'esaurimento degli indirizzi IPv4, AfriNIC sta già distribuendo anche in Africa indirizzi IPv6.

## Paesi appartenenti ad AfriNIC
I paesi gestiti da AfriNIC sono ripartiti in sei macroregioni africane:
Regione orientale
- Burundi
- Eritrea
- Etiopia
- Gibuti
- Kenya
- Ruanda
- Somalia
- Tanzania
- Uganda

Regione occidentale
- Benin
- Burkina Faso
- Capo Verde
- Costa d'Avorio
- Gambia
- Ghana
- Guinea
- Liberia
- Mali
- Niger
- Nigeria
- Senegal
- Sierra Leone
- Togo

Africa centrale
- Camerun
- Ciad
- Gabon
- Guinea Equatoriale
- Rep. Centrafricana
- Rep. del Congo
- RD del Congo
- São Tomé e Príncipe

Africa settentrionale
- Algeria
- Egitto
- Libia
- Marocco
- Mauritania
- Sahara Occidentale
- Sudan
- Sudan del Sud
- Tunisia

Africa meridionale
- Angola
- Botswana
- Lesotho
- Malawi
- Mozambico
- Namibia
- Sudafrica
- eSwatini
- Zambia
- Zimbabwe

Oceano Indiano
- Comore
- Madagascar
- Mauritius
- Mayotte
- La Riunione
- Seychelles